# True Colors (album Cyndi Lauper)
True Colors è un album di Cyndi Lauper pubblicato nel 1986 dalla Epic Records.

## Descrizione
Postumo il cameo nel film "I Goonies" per il quale ha cantato in TV The Goonies 'R' Good Enough, Cyndi Lauper pubblica nel 1986 il suo secondo album, True Colors.

### Brani
Cyndi Lauper ha riadattato Maybe He'll Know, un vecchio brano del suo gruppo pop-rock d'origine, i Blue Angel, scritto nel 1980 insieme a John Turi, What's Going On di Marvin Gaye, ed una canzone tradizionale, Iko Iko, riproposta già nel 1965 dai The Dixie Cups.

## Tracce
1. Change Of Heart - 4:22 (E. Mohawk - Additional lyrics by C. Lauper)
2. Maybe He'll Know - 4:25 (C. Lauper - J. Turi)
3. Boy Blue - 4:46 (C. Lauper - S. B. Lunt - J. Bova)
4. True Colors - 3:46 (T. Kelly - B. Steinberg)
5. Calm Inside The Storm - 3:54 (C. Lauper - R. Derringer)
6. What's Going On - 4:39 (A. Cleveland - M. Gaye - R. Benson)
7. Iko Iko - 2:08 (R. L. Hawkins - B. A. Hawkins - J. M. Johnson - J. Thomas - S. Jones - M. Jones - J. Jones)
8. The Faraway Nearby - 3:00 (C. Lauper - T. Gray)
9. 911 - 3:16 (C. Lauper - S. B. Lunt)
10. One Track Mind - 3:41 (C. Lauper - J. Bralower - J. Bova - L. Petze)

Bonus Track Epic/Legacy (solo in Giappone), 2008 / 2013
1. True Colors [Live Summer Sonic 2007]